# Tribisburu
Tribisburu es un yacimiento de época romana situado en la ladera del monte Sollube en  terrenos de los municipios vizcaínos de Bermeo y Busturia en el País Vasco, España. El yacimiento podría ser una necrópolis  de incineración datada entre los siglos del I al III después de Cristo. Es la única necrópolis de incineración que se ha hallado en Vizcaya.
El yacimiento se halla en la ladera norte del monte Sollube a unos 500 metros de altitud en la zona conocida como Tribisburu, desde donde se divisa una amplia zona de la costa y del interior. Las primeras referencias al mismo se obtuvieron en el año 1994 en el que se halló un muro de factura romana en una campaña de excavaciones en el cordal del Sollube denominada "El
poblamiento Postpaleolítico en el País Vasco Cantábrico: prospecciones y sondeos estratigráficos en el cordal de Sollube (Bermeo,
Busturia y Arriera)". El año 2013 el departamento de patrimonio de la Diputación Foral de Vizcaya incluyó dentro de sus proyectos de investigación el estudio de este yacimiento.

## Estudio del yacimiento
El arqueólogo Juan José Cepeda dirigió las campañas de estudio y consolidación en las que se han hallado, excavado y estudiado diez estructuras funerarias construidas en mampostería de arenisca. Se trata de pequeñas celdas cuadrangulares de unos 15 metros cuadrados de superficie en las que se encuentran cenizas y efectos personales de las personas allí enterradas. Entre los restos encontrados hay vestidos, calzado, armas, adornos, objetos de vidrio y cerámicas.
El rito usado debió de ser el de incineración del cadáver en una pira de leña junto a los objetos personales y ofrendas recibidas. Las incineraciones se realizaban en las llamadas ustrinas, que son plataformas fuera del recinto funerario donde se colocaban las piras. 
La necrópolis debió pertenecer a algún asentamiento cercano que no ha sido localizado aunque se cree que pudiera estar situado en los de Tribis o Demigus de Bermeo.
Los hallazgos de muros y suelos dan inicios de una ordenación del terreno. Hay plantas de estructuras con muros con un buen estado de conservación que mantienen tres hiladas con una anchura de medio metro. Junto a los muros hay suelos de lajas. Los materiales que se han encontrado datan de la época Alto Imperial romana, en torno al siglo II después de Cristo. Hay muchos restos de vidrio traslúcido de color amarillo y verde claro y algunos de cerámica y metal. 
Las características de restos de muros y otras estructuras que podrían corresponder a fosos de defensa, la ubicación  y el nivel habitado inferior, anterior a la ocupación romana, hallado en el sondeo B1 da pie a establecer la hipótesis de la existencia de un oppidum protohistórico posteriormente romanizado, bien una vez abandonado o bien manteniendo una relación con sus habitantes originales. El gran número de fragmentos de vidrio da pie a la hipótesis de que se trate de una necrópolis de incineración.

## Sondeos y hallazgos
Los estudios realizados en el yacimiento de Tribisburu fueron dirigidos por Juan José Cepeda y en ellos se realizaron cuatro sondeos en los que se hallaron diferentes materiales. La referencia inicial se ubicaba en el sondeo denominado T6 realizado en el año 1994 en la campaña de Txarola Koeletxe en el que se descubrió un muro de factura romana. En una primera fase se pretendió delimitar el yacimiento, el cual quedó patente que se extendía más allá de la zona estudiada. Se cuadricularon unos 1.050 metros a partir de dos ejes y se alzó un plano detalle de esa superficie registrándose los materiales que podrían formar parte de diferentes estructuras. Como segunda acción se realizaron cuatro sondeos con la intención de determinar la cronología y funcionalidad del yacimiento. La directriz inicial fue seguir el muro hallado en 1994 y luego determinar otros lugares que pudieran ser relevantes.

### Sondeo B1
Sigue la línea del muro hallado en 1994. Se realizó una excavación en una superficie de 7 metros cuadrados siguiendo la línea marcada por el muro en dirección este-oeste. Se encontraron estructuras relacionadas con la existencia de otros muros y de dos niveles de ocupación diferentes. También se hallaron restos óseos calcinados, fragmentos de vidrio, metal (2 clavis completos, vástago de clavis y un trozo de chapa de hierro) y cerámica romana. Este es el nivel más antiguo de los hallados en el yacimiento.

### Sondeo B2
Realizado en una zanja en dirección este-oeste rellena de humus y hojarasca. Se realizó en una superficie de 1,2 metros cuadrados y hubo evidencias de otro nivel contemporáneo a un derrumbe situado por encima de ella. En este sondeo se halló un fragmento de vidrio.

### Sondeo D1
Se trata de un sondeo  de una superficie de tres metros cuadrados que se inicia por una observación de alineación de piedras que puede ser evidencia de un muro que luego no se confirmó. se halló un nivel con grandes lajas sobre arcilla que se supone pueda ser parte de un suelo y una zanja realizada en arcilla en cuyo fondo se hallaron materiales de época romana.
En este sondeo se ha hallado fragmentos de vidrio y de metal.

### Sondeo D2/3
Se realizó en paralelo al sondeo B2 por características similares del terreno con él. Se realizó en una superficie de 1,2 metros cuadrados. Se hallaron piedras de gran tamaño pertenecientes a alguna estructura sin determinar. En un nivel muy superficial se halla un muro circular que limitó la profundidad del sondeo. Se hallaron fragmentos de vidrio.